# Prologue de l'Edda de Snorri
Le Prologue de l'Edda de Snorri présente les dieux de la mythologie nordique d'une façon évhémériste.

## Un prologue d’inspiration chrétienne...
Le Prologue débute par une explication du paganisme d'un point de vue chrétien. Il évoque d'abord plusieurs épisodes de la Genèse : la création par Dieu du ciel et de la terre, l'apparition d'Adam et Ève, le déluge et l'arche de Noé. Mais les hommes cessèrent d'obéir aux commandements divins, et oublièrent jusqu'au nom de Dieu. Toutefois, l'observation des forces naturelles les amena à vouer un culte à la terre, puis à déduire l'existence d'un être créateur.

## … classique …
L'un des rois qui régnaient à Troie, se nommait Múnón ou Mennón. Il avait épousé une fille du roi Priam et eut d'elle un fils nommé Trór, « que nous appelons Thor ». Il fut élevé en Thrace par Lóríkus. Il était beau et fort et, quand il eut douze ans, il tua son père adoptif et s'empara de son royaume. Puis, il voyagea et vainquit des berserkir et des géants, un dragon et d'autres bêtes sauvages. Il épousa une prophétesse nommée Síbíl, « que nous appelons Sif ». 
Au-delà de la référence à Troie, l’influence classique est révélée par le parallèle que Heinz Klingenberg a tracé entre Trór / Thor et le héros troyen Énée, plusieurs traits du personnage de Trór et de nombreux épisodes de sa vie apparaissant démarqués de l’Énéide de Virgile notamment.

## ... et évhémériste
Dix-huit générations plus tard naquit Vóden, « que nous appelons Odin », homme d'une grande sagesse et possédant de nombreux dons. Son épouse se nommait Frígídá, « que nous appelons Frigg ». Odin, qui avait le don de voyance, apprit qu'il devait se rendre dans le nord. Aussi quitta-t-il la Turquie avec une suite nombreuse. Supérieurs en beauté et en sagesse aux autres hommes, les Ases (ainsi nommés car ils venaient d'Asie) furent bientôt considérés comme des dieux car, en chaque endroit où ils séjournaient, la paix et la prospérité les accompagnaient. Odin établit ses fils à la tête des contrées traversées : trois d'entre eux se partagèrent la Saxe (parmi leurs descendants figurent notamment Baldr et Fródi, mais aussi Rerir, l'ancêtre des Völsungar) ; Skjöld, dont sont issus les Skjöldungar, gouverna le Danemark ; Yngvi, ancêtre des Ynglingar, régna en Suède, où Odin fonda sa capitale après que le roi Gylfi lui eut offert le pouvoir ; Sæming enfin dirigea la Norvège.